# Ruisseau Boom
Ruisseau Boom är ett vattendrag i Kanada.   Det ligger i provinsen Québec, i den sydöstra delen av landet, 170 km nordväst om huvudstaden Ottawa. Ruisseau Boom ligger vid sjöarna  Lac à la Tortue och Lac McConnell.
I omgivningarna runt Ruisseau Boom växer i huvudsak blandskog. Trakten runt Ruisseau Boom är nära nog obefolkad, med mindre än två invånare per kvadratkilometer.